# Кириллов, Игорь Иванович
И́горь Ива́нович Кири́ллов (14 декабря 1937, Сухобузимское, Красноярский край — 18 июня 2008, Чита, Читинская область) — советский и российский историк, археолог, краевед, доктор исторических наук (1981). Специалист по археологии древнекаменного века, неолита и эпохи бронзы. Автор многочисленных научных работ.

## Биография
В 1963 году окончил Читинский государственный педагогический институт им. Н. Г. Чернышевского, после чего здесь же начал свою преподавательскую деятельность.
В 1972 году вступил на должность заведующего кафедрой истории. В 1974 занял пост проректора по науке ЧГПИ. Позже в 1988 году стал заведующим кафедрой Отечественной истории ЧГПИ-ЗабГППУ.
В 1968 году защитил кандидатскую диссертацию на тему «Каменный век Восточного Забайкалья». В 1981 году защитил докторскую диссертацию на тему «Восточное Забайкалье в древности».
С 1980-х годов председатель Президиума Читинского областного отделения ВООПИиК.

## Научная деятельность
Автор более 150 научных работ по археологии, краеведению, истории и культуре Забайкалья, в том числе 6 монографий, 3 учебных пособия. Начиная со студенчества, И. И. Кириллов принимал участия в различных археологических экспедициях под руководством А. П. Окладникова на Амуре и в Забайкалье. Игорь Иванович по праву может быть назван основателем забайкальской археологической школы. Долгие годы исследователь возглавлял лабораторию археологии и этнографии, являлся руководителем Верхнеамурской археологической экспедиции.
Под его руководством организовывались экспедиции по Чикою, Онону, Хилку, Аргуне и Ингоде. Им было открыто огромное количество памятников археологии. Под его началом исследовались следующие памятники: Сухотинская группа, Дворцы, Санный Мыс, Чиндант, Амоголон, Арын-Жалга, Танга, могильники оз. Ножий, погребения культуры плиточных могил, бурхотуйской культуры, монгольского средневековья, изучены памятники русской архитектуры (Засопошное, Иргенский острог). Им выделены ряд археологических культур (дворцовская и ундугунская), идентифицированы памятники эпохи сяньби.
Имя Игоря Ивановича известно далеко за пределами Забайкальского края и России (Китай, США и др.).
Член диссертационных советов в Новосибирске и Владивостоке.

## Награды и звания
- 1986 — орден «Знак Почета»[4];
- 1997 — медаль «За заслуги перед Читинской областью»[4].